# Manuel Rodríguez Gómez
Manuel Rodríguez Gómez (4 de julio de 1928 - 21 de enero de 2006) fue un neurólogo estadounidense conocido sobre todo por su trabajo sobre la esclerosis tuberosa, un raro trastorno genético. 

## Vida
Manuel Rodríguez Gómez nació en la ciudad española de Minaya, provincia de Albacete en la región conocida como La Mancha (España). Pasó su infancia en un pueblo llamado Alcalá de Guadaira cercano a Sevilla, donde su padre tenía una farmacia, y veraneaba en Cádiz. Asistió a un internado con su hermano y fue educado por un grupo de sacerdotes estrictos. Recientemente el alcalde de Alcalá rebautizó una calle como calle Manuel Rodríguez Gómez. 
Vivió la Guerra civil española. Como su padre había apoyado a la República, se sintió inseguro después de que Franco ganara la guerra. Así, cuando tenía 12 años, su familia aprovechó para trasladarse a Cuba. 
De joven estudió violín y, aunque tenía gran interés en una carrera musical o en estudiar matemáticas, a los 18 años ingresó en la facultad de Medicina.  Se doctoró en Medicina en la Universidad de La Habana en 1952. Tras graduarse, consiguió un puesto de interno en el Hospital Michael Reese de Chicago, dejando a sus padres y hermanos en La Habana.
Conoció a Joan A. Stormer mientras trabajaba en el Michael Reese y se casó con ella en 1954. Sus cuatro hijos han seguido carreras académicas y médicas; uno es neurólogo, otro neurobiólogo del desarrollo, otro biólogo de la fauna salvaje y otro profesor de arte. Tuvo siete nietos.

## Carrera
- 1952: Doctorado en Medicina por la Universidad de La Habana, Cuba.
- 1952-1953: Prácticas en el Hospital Michael Reese de Chicago.
- 1953-1954: Residencia en pediatría en la Universidad de Michigan.
- 1954-1956: Residencia en neurología en la Universidad de Michigan, donde obtuvo un máster en neuroanatomía.
- 1956-1957: Becario en neurología pediátrica en la Universidad de Chicago.
- 1957-1958: Profesor de neurología en la Universidad Estatal de Nueva York en Buffalo.
- 1958-1959: Estudios en el Instituto de Neurología de Queen Square, Londres.
- 1960-1964: Profesor asociado de neurología en la Facultad de Medicina de la Wayne State University, Detroit. Certificado en neurología por la ABPN.
- 1964-1984: Jefe del departamento de Neurología Pediátrica de la Clínica Mayo, Rochester. Fue nombrado catedrático de Neurología Pediátrica en 1974 y profesor emérito en 1994.
- 2000: Jubilado.

## Organizaciones
Manuel Rodríguez Gómez fue miembro fundador de la Sociedad Estadounidense de Neurología Infantil, la Asociación Internacional de Neurología Infantil (ICNA) y la Academia Latinoamericana de Neurología Pediátrica. Fue miembro de honor de varias sociedades de pediatría y neurología, entre ellas la Sociedad Española de Neurología (SEN) y la Sociedad Española de Neurología Pediátrica (SENP).

## Premios
- Premio Santiago Ramón y Cajal de la Academia Iberoamericana de Neurología Pediátrica en 1995.
- Premio Hower de la Sociedad de Neurología Infantil.
- La Alianza de Esclerosis Tuberosa estableció en 1995 el Premio de Reconocimiento Profesional Manuel R. Gómez en su honor. Este premio es para "esfuerzos creativos o pioneros que han mejorado considerablemente la comprensión de la enfermedad o la atención clínica disponible para las personas con esclerosis tuberosa".

## Esclerosis tuberosa
Manuel Rodríguez Gómez se interesó sobre todo por los síndromes neurocutáneos, y en especial la esclerosis tuberosa. En 1967 rompió con la creencia establecida de que la esclerosis tuberosa se definía por la tríada de Vogt de retraso mental, epilepsia y adenoma sebáceo (una erupción facial papular). Coeditó un artículo en el que se demostraba que aproximadamente un tercio de los pacientes tenían una inteligencia normal. En 1979 editó la monografía Complejo de esclerosis tuberosa, el primer y, durante más de veinte años, único libro de texto sobre la enfermedad. En ella estableció unos criterios diagnósticos exhaustivos para la esclerosis tuberosa. Este libro se ha traducido al español y se ha revisado dos veces: en 1988 y en 1999.

## Publicaciones
- Manuel R. Gomez, ed. (1987). Neurocutaneous diseases. London: Butterworths. ISBN 0-409-90018-4.
- Manuel Rodríguez Gómez (ed); Julian R. Sampson, Vicky Holets Whittemore (ass. eds) (1999). Tuberous sclerosis complex 3rd ed. Oxford: Oxford University Press. ISBN 0-19-512210-0.
- William G. Johnson, Manuel Rodríguez Gomez (eds) (1991). Tuberous Sclerosis and Allied Disorders: Clinical, Cellular, and Molecular Studies (Annals of the New York Academy of Sciences, Vol 615). New York: New York Academy of Sciences. ISBN 978-0-8976-6655-8.

Manuel Gómez fue autor de más de 170 artículos científicos, incluidos 93 artículos revisados por pares.